# Astra 3A
Az Astra 3A egy luxemburgi kommunikációs műhold.

## Küldetés
A műhold biztosítja a teljes körű televíziós műsorszóró szolgáltatást, beleértve a HDTV és más fejlett audiovizuális és a széles sávú szolgáltatásokat. Szolgáltatást Németországban, Ausztriában és Svájcban végez.

## Jellemzői
Gyártotta a Boeing Satellite Systems (amerikai), üzemelteti a Société Européenne des Satellites-Astra (SES Global – korábban SES Astra) Európa műhold üzemeltető magáncége. Felépítése az Astra 2D műholddal megegyező. Társműholdja az JCSat 8 (japán) űreszköz.
Megnevezései:  COSPAR: 2002-015B; SATCAT kódja: 27400.
2002. március 29-én a Guyana Űrközpontból, az ELA-2. számú indítóállványról egy Ariane–4 (4L H10-3) hordozórakétával állították közepes magasságú Föld körüli pályára (MEO = Medium Earth Orbit). Az orbitális pályája 1436,09 perces, 1,76° hajlásszögű, Geoszinkron pálya perigeuma 35 787 kilométer, az apogeuma 35 797 kilométer volt.
Alakja henger, átmérője 2,17; magassága 3,15 (pályán 7,97) méter, tömege 1512 kilogramm. Szolgálati idejét 12 évre tervezték. Három tengelyesen stabilizált (Nap-Föld érzékeny) űreszköz. 66 televíziós csatorna, valamint videó és internet szolgáltatást végez. Telemetriai szolgáltatását antennák segítik. Információ lejátszó KU-sávos, 16 aktív+ 4 tartalék transzponder biztosította Európa lefedettségét. Az űreszköz felületét napelemek borítják (1 600 W), éjszakai (földárnyék) energia ellátását újratölthető kémiai akkumulátorok biztosították. A stabilitás és a pályaelemek elősegítése érdekében (monopropilén hidrazin) gázfúvókákkal felszerelt.